# Albrecht Dürer
Albrecht Dürer (født 21. maj 1471 i Nürnberg, død 6. april 1528 i Nürnberg) nogle gange stavet Durer eller Duerer (uden umlaut), var en tysk en billedkunstner, billedskærer og matematiker fra renæssancen. Han blev født i kejserbyen Nürnberg, og etablerede et ry og indflydelse i Europa allerede da han var i 20'erne som følge af sine træsnit. Han var i kontakt med store italienske kunstnere i sin samtid Raphael, Giovanni Bellini og Leonardo da Vinci, og fra 1512 kom han under den kejser Maximilian 1.
Dürers enorm mængde af værker inkluderer indraveringer, hans foretrukne teknik i sine senere print, alterstykker, portrætter og selvportrætter, vandfarver og bøger. Træsnitserien er mere gotisk en resten af hans værker. Hans velkendte indgraveringer inkluderer de tre Meisterstiche (mesterprint) Ritter, Tod und Teufel (1513), Der heilige Hieronymus im Gehäus (1514) and Melencolia I (1514).  Hans vandfarver markerer ham som en af de første europæiske landskabsmalere, mens hans træsnit revolutionerede potentialet med dette medie.
Dürers introduktion af klassiske motiver i nordlig kunst, selvom hans viden om italienske kunstnere og tyske humanister har sikret ham et ry som en af de vigtigste personer i nederlandsk renæssance. Dette er blevet forstærket af hans teoretiske afhandlinger, der involverer matematik, perspektiv og ideelle porportioner.
Hans hus i Nürnberg er i dag indrettet som museum.

## Biografi
Albrecht Dürer var 2. søn i en søskendeflok på 18. Han kom i lære hos Michael Wolgemut i 1486.
Albrecht Dürer blev 7. juli 1494 gift med Agnes Frey, datter af en lokal handelsmand. Han rejste til Italien i august 1494, hvor han kom under indflydelse af flere renæssancekunstnere. Han vendte tilbage til Nürnberg i 1495.
I 1506 foretog han endnu en rejse til Italien, hvor han blandt andet fik en bestilling fra kirken San Bartholomeo i Venedig. Fra 1507 til 1520 rejste han rundt i Europa. Han havde allerede vundet berømmelse, og han kendte de fleste af tidens mestre.
I juli 1521 fik han malaria, som han døde af i 1528, 56 år gammel.

## Om Dürers værker
Han er kendt for sine træsnitserier: Apokalypsen (1498) og de to om korsfæstelsen af Kristus: Den store passion (1498–1510) og Den lille passion (1510–1511).
De er meget værdsat: De mest kendte er Ridder, Døden og Djævelen (1513), Den hellige Hieronymus i sit kammer (1514), Melankoli I (1514) samt Kejser Maximilian æresport fra 1515.
Melankoli I var det første billede, hvori Dürers magiske firkant dukkede op. 
De fire ryttere fra Apokalypsen (De fire apokalyptiske riddere) (1497–1498) er rost som hans mange selvportrætter.
Hans serier af træsnit og kobbertryk er ofte gengivet.

## Billeder af Albrecht Dürer
- Adam og Eva, 1507
- De fire apokalyptiske riddere, 1497-98
- Adam og Eva, 1504
- Ridder, Døden og Djævelen, 1513
- Den hellige Hieronymus i sit kammer, 1514
- Melankoli I, 1514
- "Den magiske firkant" 
Øverste højre hjørne af 
 "Melankoli I", 1514